# Ведекинд фон Шалксбург
Ведекинд фон Шалксбург (на немски: Wedekind von Schalksburg; Wedekind de Scalcisberg; Wedekind von dem Berge
Edelvogt von Minden; Herren vom Berge/Die Herren vom Schalksberg; * пр. 1224; † сл. 1268) е господар на замък Шалксбург в Порта Вестфалика, Северен Рейн-Вестфалия. Като Ведекинд III (IV) той е от 1124 г. наследствен фогт на Минден.

## Произход, управление и наследство
Той е син на Ведекинд (III) фон Шалксбург († 4 април 1233) и съпругата му Волхелда († сл. 1227).
Родът му, господарите на Берге, получават през 1096 г. замък Шалксбург, който е на шест km южно от Минден. От 1096 до 1398 г. фамилията на господарите фон Шалксбург/Берге са наследствени фогти на манастир Минден в южната част от епископството Минден.
През 1241 г. Ведекинд фон Шалксбург подарява имот на женския Августински манастир Венигсен, за да четат годишно молитви на дена на смъртта на баща му. Това дарение става със съгласието на най-големия му син Хайнрих. През 1265 г. той създава доминиканския манастир в Ладе (на 10 km северно от Минден).
Родът му измира в края на 14 век. Замъкът отива след това през 1398 г. на княжеското епископство Минден. Последният от рода фом Берге, епископът на Минден Ото III (1384 – 1397), умира през 1398 г. и преписва господството на църквата на Минден.

## Фамилия
Ведекинд фон Шалксбург се жени за Рихенза фон Хоя († сл. 13 октомври 1268), дъщеря на граф Хайнрих I фон Хоя († 1235/1236) и Рихенза фон Вьолпе († 1227). Те имат децата:
- Хайнрих (* пр. 1250; † сл. 1284), наследник, женен за фон Ритберг, дъщеря на граф Конрад I фон Ритберг († 1273/1294) и Ода фон Липе († 1262)
- Герхард (* пр. 1262; † сл. 1316), от ок. 1285 фогт след брат си Хайнрих, женен за Гербург фон Хомбург († сл. 1286), дъщеря на Хайнрих фон Хомбург († 1290) и София фон Волденберг († 1312). Дядо е на:
  - Ведекинд II фон Шалксбург († 1383), епископ на Минден (1369 – 1383)
  - Ото III фон Шалксберг († 1398), епископ на Минден (1384 – 1397)
- Фолквин († сл. 1313), от 1269 г. домхер на Минден, след това катедрален схоластер, от 1298 домпропст
- Ирменгард/Ерменгард, омъжена за граф Конрад фон Еверщайн (* пр. 1259; † сл. 1285)
- Юта († сл. 1272), омъжена 1272 г. за граф Лудолф I фон Роден-Вунсторф († 15 юни 1282), син на граф Хилдеболд II фон Лимер-Роден († пр. 1228) и Хедвиг фон Олденбург
- Рихеца?, омъжена за бургграф Хайнрих фон Щромберг († сл. 1292)